# Eva Zethraeus

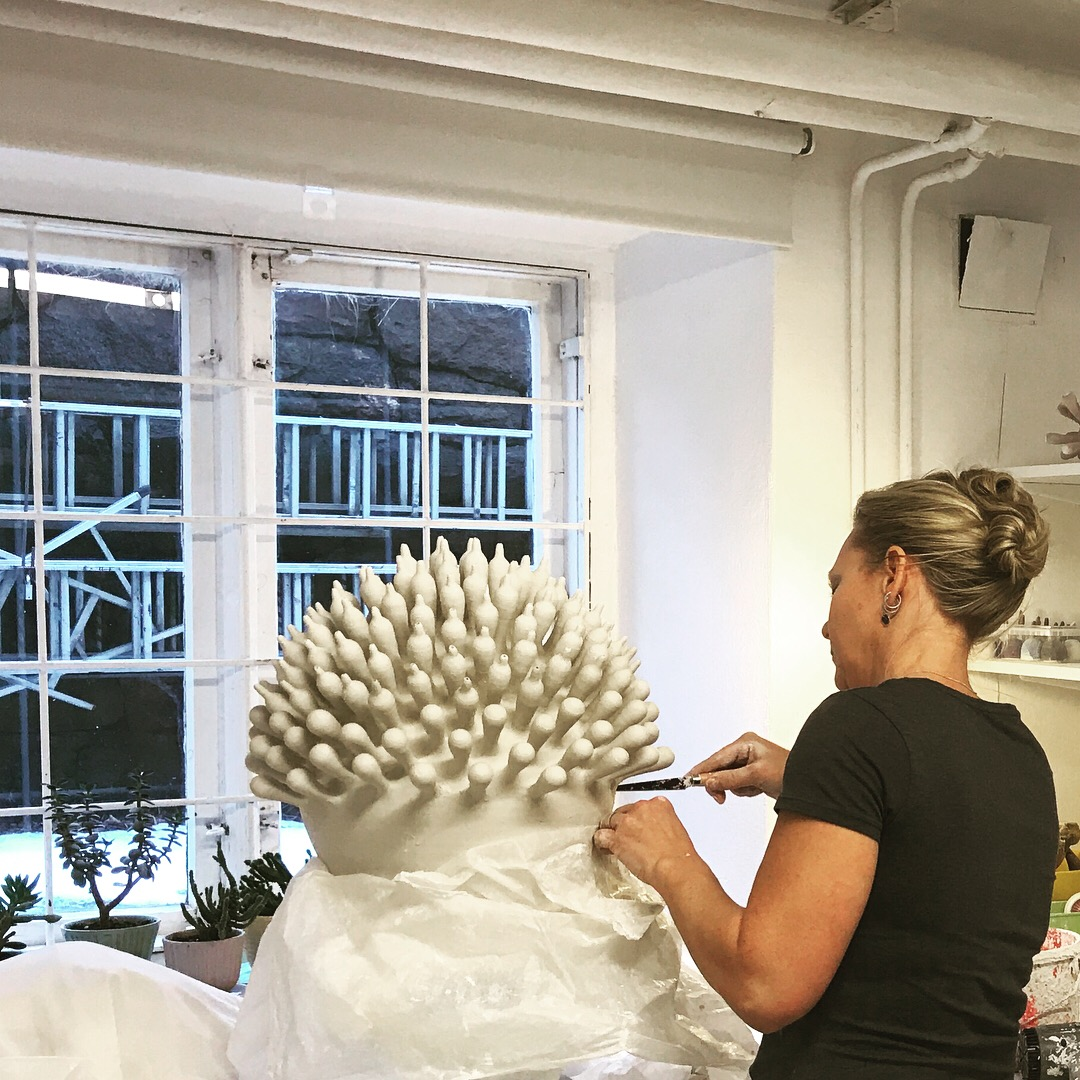

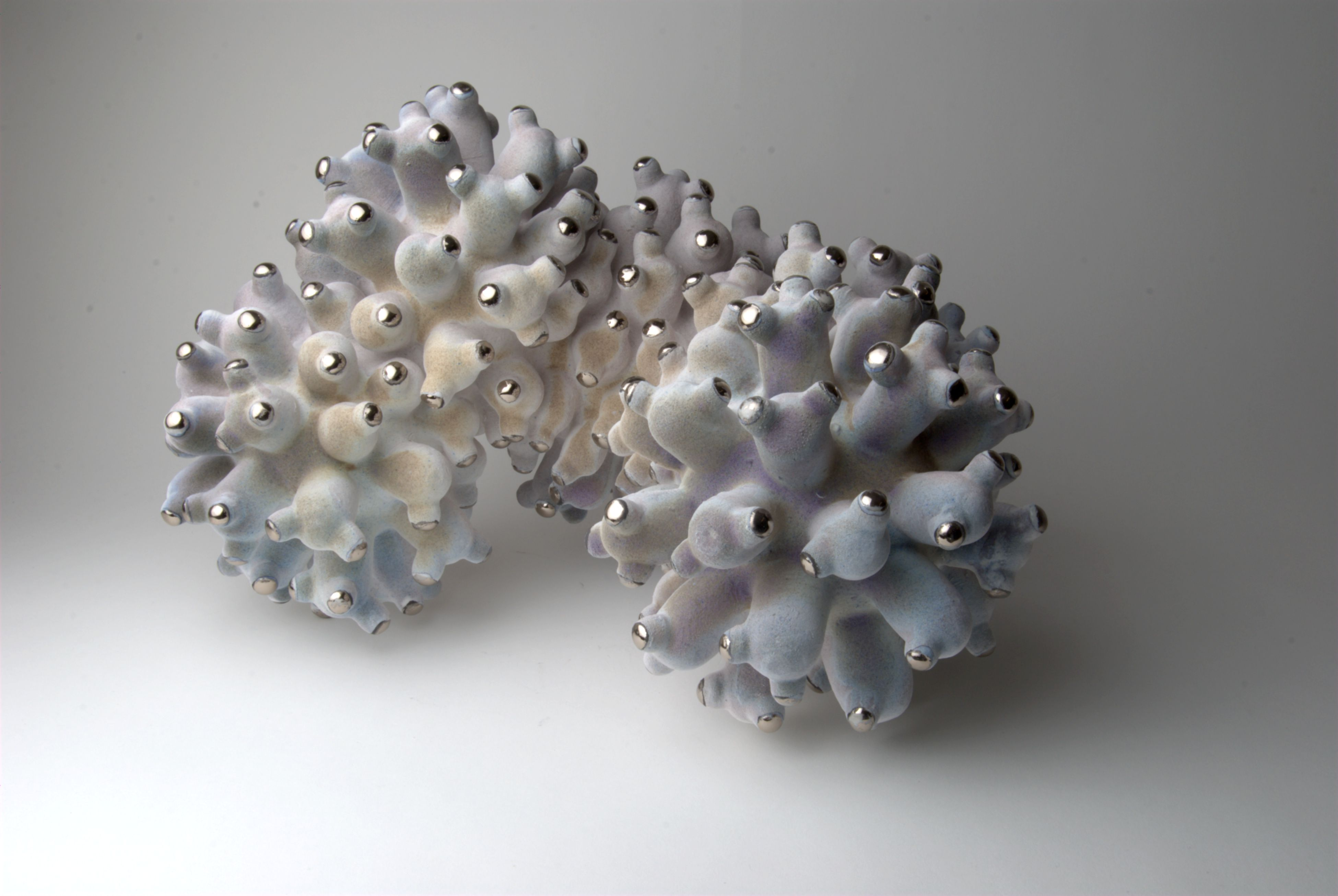
Keramisk pjäs

Eva Zethraeus, född 1971 i Gävle, är en svensk keramiker och skulptör som är verksam i Göteborg. Hon är utbildad vid Högskolan för design och konsthantverk 1998. 
Zethraeus jobbar huvudsakligen i porslinslera med applicerade glasyrer, med naturen, virus och  Fibonacciserien som inspiration.
Hon har presenterat sina verk i flera separat- och samlingsutställningar i bland annat England, Tyskland, Schweiz, USA, Japan, Syd-Korea.
Zethraeus har rönt framgång i USA  sedan 2016 bland annat genom ett samarbete med galleriet Hostler/Burrows  i New York.
Zethraeus är representerad på Sveriges ambassader i Brasilia (Brasilien), Prag (Tjeckien) och Lima (Peru). Hon är även representerad på                                      Nationalmuseum, Stockholm och Röhsska Museet.